# Mourad Zaghouan
Mourad Zaghouan (ar. مراد زغوان; ur. 1 maja 1969) – tunezyjski judoka. Uczestniczk mistrzostw świata w 1993. Startował w Pucharze Świata w 1993 i 1998. Brązowy medalista igrzysk afrykańskich w 1991. Zdobył trzy medale na mistrzostwach Afryki w 1997 i 1998 roku.